# Maudlin of the Well
A maudlin of the Well (rövidítése: motW) amerikai avantgárd metal együttes Bostonból. 1996-ban alakultak, majd 2003-ban feloszlottak. 2008-ban ismét összeálltak, de 2012 óta szüneteltetik működésüket. Zenéjükben több műfaj elemei keverednek, kezdve a jazztől a progresszív rockon át a kamarazenéig.

## Diszkográfia
Stúdióalbumok
- My Fruit Psychobells...A Seed Combustible (1999)
- Bath (2001)
- Leaving Your Body Map (2001)
- Part the Second (2009)

Válogatáslemezek
- The Complete Works (2012)

Demók
- Through Languid Veins - 1996
- Sacred Spaces: Second demo, January 1997 - 1997
- Begat of the Haunted Oak: An Acorn - 1997
- Odes to Darksome Spring - 1997
- For My Wife - 1998